# Manuel Gutiérrez Aragón
Manuel Gutiérrez Aragón (Torrelavega, 2 gennaio 1942) è un regista, sceneggiatore e scrittore spagnolo.
Nel 1987 il suo film La metà del cielo è stato candidato al Premio Goya per il miglior film.

## Filmografia

### Regista
- Habla, mudita (1973)
- Camada negra (1977)
- Sonámbulos (1978)
- Il cuore della foresta (El corazón del bosque) (1979)
- Maravillas (1981)
- I diavoli in giardino (Demonios en el jardín) (1982)
- Feroce! (Feroz) (1984)
- La notte più bella (La noche más hermosa) (1984)
- La metà del cielo (La mitad del cielo) (1986)
- Sventura (Malaventura) (1988)
- El rey del río (1995)
- Cosas que dejé en La Habana (1997)
- Visionarios (2001)
- El caballero Don Quijote (2002)
- La vita che ti aspetti (La vida que te espera) (2004)
- Una rosa de Francia (2006)
- Todos estamos invitados (2008)

## Opere letterarie
- La vida antes de marzo, Anagrama, 2009 (Premio Herralde 2009)
- Gloria mía, Anagrama, 2012
- Cuando el frío llegue al corazón, Anagrama, 2013
- Participó in Nocturnario (coautore, 2016)

## Riconoscimenti
- Festival internazionale del cinema di Berlino
  - 1973 – Premio CIDALC "Gandhi" per Habla mudita

Candidatura all'Orso d'oro per Habla mudita
- 1977 – Orso d'argento per il miglior regista per Camada negra

Candidatura all'Orso d'oro per Camada negra
- 1979 – Candidatura all'Orso d'oro per Il cuore della foresta
- 1981 – Candidatura all'Orso d'oro per Maravillas
- 1995 – Candidatura all'Orso d'oro per El rey del río
- 2004 – Candidatura all'Orso d'oro per La vita che ti aspetti
- Bogotá Film Festival
  - 1988 – Candidatura al Círculo Precolombino de Oro per il miglior film per La metà del cielo
- Cartagena Film Festival
  - 2005 – Candidatura al Golden India Catalina per il miglior film per La vita che ti aspetti
- Chicago International Film Festival
  - 1981 – Silver Hugo per il miglior lungometraggio per Maravillas
  - 1982 – Candidatura al Gold Hugo per il miglior lungometraggio per I diavoli in giardino
  - 1984 – Candidatura al Gold Hugo per il miglior lungometraggio per La notte più bella
- Cinema Writers Circle Awards
  - 1974 – Miglior regista esordiente per Habla mudita
  - 1976 – Migliore sceneggiatura per Furtivos (condiviso con José Luis Borau)
  - 2000 – Candidatura per la migliore sceneggiatura originale per Cuando vuelvas a mi lado (condivisa con Gracia e Elías Querejeta)
  - 2003 – Candidatura per la migliore sceneggiatura non originale per El caballero Don Quijote
- David di Donatello
  - 1983 – David René Clair per I diavoli in giardino
- Festival International de Programmes Audiovisuels
  - 1992 – Fipa d'or (categoria serie Tv) per El Quijote de Miguel de Cervantes
  - 2003 – Fipa d'argent (categoria serie Tv) per El caballero Don Quijote
- Fotogrammi d'argento
  - 1980 – Miglior film spagnolo per Il cuore della foresta
  - 1982 – Miglior film spagnolo per Maravillas
  - 1983 – Miglior film spagnolo per I diavoli in giardino
  - 1987 – Miglior film spagnolo per La metà del cielo
- Premio Goya
  - 1989 – Migliore sceneggiatura non originale per Jarrapellejos (condiviso con Antonio Giménez Rico)
  - 2000 – Candidatura per la migliore sceneggiatura originale per Cuando vuelvas a mi lado (condivisa con Gracia e Elías Querejeta)
  - 2003 – Candidatura per la migliore sceneggiatura non originale per El caballero Don Quijote
- Montreal World Film Festival
  - 2008 – Candidatura al Grand Prix des Amériques per Todos estamos invitados
- Festival cinematografico internazionale di Mosca
  - 1983 – Premio FIPRESCI per I diavoli in giardino

Premio "The Art of Cinema" per I diavoli in giardino
Candidatura al Premio d'Oro per I diavoli in giardino
- Festival de Málaga
  - 2008 – Premio speciale della giuria per Todos estamos invitados

Candidatura al Biznaga de Oro per Todos estamos invitados
- Festival du Cinéma Espagnol de Nantes
  - 2004 – Youth Jury Award per La vita che ti aspetti
- Premio Ondas
  - 1998 – Miglior regista per Cosas que dejé en La Habana
- Premio ACE
  - 1985 – Miglior regista cinematografico per I diavoli in giardino
  - 1996 – Miglior regista cinematografico per El rey del río
- Festival internazionale del cinema di San Sebastián
  - 1978 – Concha de Plata al miglior regista per Sonámbulos
  - 1982 – Premio FIPRESCI per I diavoli in giardino
  - 1986 – Concha de Oro per La metà del cielo
  - 2001 – Candidatura alla Concha de Oro per Visionarios
- Sant Jordi Awards
  - 1982 – Miglior film spagnolo per Maravillas
  - 1983 – Miglior film spagnolo per I diavoli in giardino
  - 1987 – Candidatura per il miglior film spagnolo per La metà del cielo
- Festival de Cine de España de Toulouse
  - 2008 – Violette d'Or per Todos estamos invitados
- Premio Turia
  - 1996 – Premio speciale per El rey del río
  - 1999 – Premio del pubblico al miglior film spagnolo per Cosas que dejé en La Habana
  - 2005 – Premio speciale per La vita che ti aspetti
- Semana Internacional de Cine de Valladolid
  - 1997 – Espiga de plata per Cosas que dejé en La Habana

Candidatura alla Espiga de oro per Cosas que dejé en La Habana
- Premio YoGa
  - 2002 – Peggior regista spagnolo per Visionarios